# Sven Pichal
Sven Pichal (Wilrijk, 18 maart 1979) is een voormalig Vlaams radio-dj bij de Vlaamse Radio- en Televisieomroep (VRT). Hij presenteerde radioprogramma's op Radio 1 en Radio 2 en was te zien als verslaggever in tv-programma's Het Journaal en Volt. In 2023 verliet hij de VRT nadat er een onderzoek naar hem was gestart aangaande het bezit en de verspreiding van kinderporno.

## Carrière
Pichal studeerde van 1997 tot 2000 communicatiebeheer, met het onderdeel journalistiek, aan de Plantijn Hogeschool in Antwerpen. In die periode was hij de stem van het radioprogramma Uit de Kast, dat werd uitgezonden op tientallen lokale radiozenders.
In 2000 ging hij werken bij de VRT, eerst als redacteur en reporter voor Levende Lijven, De Nieuwe Wereld, Camping Casablanca, Wilde Geruchten, Fris en Co en Naast De Kwestie op Radio 1. Hij werkte een eerste maal samen met Annemie Peeters toen zij De Nieuwe Wereld presenteerde en beschouwde haar sindsdien als zijn leermeester. Hij presenteerde sinds september 2007 met Peeters het Radio 1-programma Peeters & Pichal. Eind juni 2012 stopte het programma en ging Pichal achter de schermen werken bij de VRT-nieuwsdienst, waar hij onder meer hielp bij de tv-programma's rond de lokale verkiezingen.
Hij werd bij de nieuwsdienst ook verslaggever voor Het Journaal en Volt. Van september 2014 tot in 2023 presenteerde hij op Radio 2 het consumentenprogramma De inspecteur, als opvolger van Hein Decaluwé, dat hij combineerde met reportagewerk voor Volt. Vanaf september 2018 was hij presentator van De Markt.
Hij werkte ook twee kortere periodes voor televisie. Als medewerker van Wie wordt multimiljonair (VTM) in 2000 en redacteur voor Aan Tafel (Eén) in 2004. In mei 2011 was hij co-commentator van het Eurovisiesongfestival op Eén (VRT), naast André Vermeulen.
Pichal was actief bij Wel Jong Niet Hetero. Vanaf 2008 was hij voorzitter van Het Roze Huis. Hij stopte zijn voorzittersfunctie in het voorjaar van 2012, maar bleef in de raad van bestuur zetelen.
Op 26 augustus 2023 nam Pichal om persoonlijke redenen met onmiddellijke ingang ontslag bij de VRT, nadat hij twee dagen eerder gearresteerd werd voor zedendelicten. Het programma De inspecteur op Radio2 werd afgevoerd en in 2024 vervangen door het nieuwe consumentenprogramma WinWin met Xavier Taveirne als frontman.

## Veroordeling zedenfeiten
Medio 2023 nam Pichal ontslag bij de VRT omdat naar hem en twee andere mannen een gerechtelijk onderzoek was gestart naar zedenfeiten met kinderen. Hij werd in voorlopige hechtenis genomen en nadien onder elektronisch toezicht geplaatst. Op 16 december 2024 werd Pichal veroordeeld tot drie jaar cel met uitstel en een geldboete voor het bezitten en verspreiden van beelden van kindermisbruik. Er werden hem voor vijf jaar voorwaarden opgelegd, waaronder therapie, een alcohol- en drugsverbod en een verbod om met kinderen te werken. De andere twee verdachten kregen eerder al gevangenisstraffen van 1,5 en 8 jaar.
Een andere aanklacht voor drugsinbreuken wegens de vondst in zijn persoonlijke bezittingen van een kleine hoeveelheid cocaïne en het bestellen van designerdrugs op zijn werkadres bij de VRT werd door de raadkamer opgeschort.

## Gepresenteerde programma's
- Naast De Kwestie (2006)
- Dienst Amusement (2007)
- Fris en Co (2007)
- Peeters & Pichal (2007-2012[3])
- De inspecteur (2014-2023)

Huidig (anno 2022):
Luc Appermont · Cara Cobbaert · Anja Daems · Sandra Deakin · Karolien Debecker · Kim Debrie · Peter De Groot · Lars De Groote · Guy De Pré · Chris Dusauchoit · Dirk Ghijs · Peter Hermans · Wouter Landuyt · Filip Ledaine · Daan Masset · Caren Meynen · Sven Pichal · Marc Pinte · Harald Scheerlinck · Siska Schoeters · Benjamien Schollaert · Showbizz Bart · Sharon Slegers · Jo Van Damme · Niels Vandeloo · Sonny Vanderheyden · Cathérine Vandoorne · Christel Van Dyck · Ruben Van Gucht · Iris Van Hoof · Vanessa Vanhove · Britt Van Marsenille · David Van Ooteghem · Peter Verhulst · Dirk Vlaeyen · Pascal Vranckx · Albrecht Wauters
Voormalig:
Luk Alloo · Johan Anthierens · Nand Baert · Erik Baeyens · Wim Bary · Jos Baudewijn · Flor Berckenbosch · Marcel Beerten · Wilfried Bertels · Marc Brillouet · Els Broeckmans · Fred Brouwers · Edwin Brys · Ro Burms · Walter Capiau · Annemie Coppieters · Harry Creemers · Karel Daerden · Christoff · Conny De Boos · Hein Decaluwé · Jessie De Caluwe · Jo met de Banjo · Gust De Coster · Martin De Jonghe · Paula De Meulder · Els De Vuyst · Frank Dingenen · Michel Follet · Jacky Geerts · Jos Ghysen · Margriet Hermans · Irene Houben · Michel Ilsen · Rita Jaenen · Chris Jonckers · Tante Kaat · Luk de Laat · Jo Leemans · Leki · Kathy Lindekens · Kris Luyten · Micha Marah · Betty Mellaerts · Kaat Mendonck · Freek Neirynck · Line Ooms · Sven Ornelis · Katrien Palmers · Gerard Pollet · Julien Put · Hugo Raspoet · Niko Reynaert · Luk Saffloer · Karel Segers · Lennart Segers · Lutgart Simoens · Rudi Sinia · Dirk Somers · Dré Steemans · Jan Theys · Gene Thomas · Wiet Van Broeckhoven · Marc Van den Hoof · Dieter Vandepitte · Karin Van den Berghe · Thomas Van der Spiegel · Kurt Van Eeghem · Wim Van Gansbeke · Els Van Herzeele · Ilse Van Hoecke · Bert Van Molle · Jan Van Rompaey · Paula Van Wilder · Louis Verbeeck · Karel Vereertbruggen · Herwig Verhovert · Luc Verschueren · Johan Verstreken · Tom Vossen · Eddy Wally · Niels William · Edwin Ysebaert · Zaki
- International Standard Name Identifier: 0000 0003 6907 6583
- Nederlandse Thesaurus van Auteursnamen: 314659269
- Virtual International Authority File: 284466445
- WorldCat: E39PBJkTb8jmx3TRMr76xRbfMP